# Margaret Beckett
Dame Margaret Mary Beckett DBE (født Jackson, 15. januar 1943 i Ashton-under-Lyne i Tameside ved Manchester) er en britisk Labour politiker, som har været udenrigsminister. Hun har været næstformand for Labour, og hun har kortvarigt været konstitueret som leder af Labour.

## Næstformand for Labour
Margaret Beckett var næstformand for Labour i 1992–1994. Fra 12. maj til 21. juli 1994 var hun  konstitueret som leder af Labour. I disse to måneder var hun også oppositionens officielle leder.  Tony Blair blev Labours næste leder.

## Medlem af Underhuset
I 1974–1983 var Margaret Beckett underhusmedlem for Lincoln i Lincolnshire. Siden 1983 har hun repræsenteret Derby sydkredsen i Derbyshire.

## Leder af Underhuset
Margaret Beckett var Skyggeleder af Underhuset (dvs. politisk ordfører for det største oppositionsparti) i 1992-1994 og igen i 1994.
I 1998–2001 var hun Leder af Underhuset (dvs. politisk ordfører for regeringspartiet). I denne periode var hun også Formand for Det kongelige råd (Lord President of the Council).

## Ministerposter
Margaret Beckett var medlem af regeringen i 1997–2009. 
Hun var handelsminister i 1997–1998, ansvarlig for forbindelserne med dronningen og Underhuset i 1998–2001, minister for miljø, fødevarer og landdistrikter i 2001–2006, udenrigsminister i 2006–2007 og boligminister i 2008–2009. 